# Passage Emma-Calvé
Le passage Emma-Calvé est une voie du 12e arrondissement de Paris, en France.

## Situation et accès
Le passage Emma Calvé est situé au sein de l'ancienne caserne de Reuilly dans le 12e arrondissement.
Il donne accès au jardin Martha-Desrumaux.

## Origine du nom
Le passage porte le nom de la cantatrice aveyronnaise Emma Calvé (1858-1942).

## Historique
La voie est créée dans le cadre de l'aménagement de la caserne de Reuilly.
Elle a été créée sous le nom provisoire de « voie DX/12 » et prend sa dénomination actuelle par vote du Conseil du 12e arrondissement et du Conseil de Paris.
L'inauguration officielle a eu lieu le 12 octobre 2019.